# Gutiérrez
Gutiérrez – miasto w Kolumbii, w departamencie Cundinamarca.